# Nickson Fong
Nickson Fong (* 1969 in Singapur) ist ein singapurischer Spezialeffektkünstler.

## Leben
Fong schloss sein Masterstudium am Savannah College of Art and Design (SCAD) ab. 1998 entwickelte er zusammen mit J.P. Lewis und Matt Cordner die Pose Space Deformation Technik. Hierfür wurden sie 2013 mit dem Oscar für technische Verdienste ausgezeichnet. Fong war damit der erste Oscarpreisträger seines Landes.
Fong ist Spezialist für Computereffekte und arbeitete unter anderem an den zwei Fortsetzungen der Matrix-Trilogie, Matrix Reloaded und Matrix Revolutions.

## Filmografie (Auswahl)
- 1997: Starship Troopers
- 1998: The Faculty
- 1999: Stuart Little
- 1999: The 13th Floor – Bist du was du denkst? (The Thirteenth Floor)
- 2000: Der Patriot (The Patriot)
- 2002: Arac Attack – Angriff der achtbeinigen Monster (Eight Legged Freaks)
- 2002: The Scorpion King
- 2003: Matrix Reloaded (The Matrix Reloaded)
- 2003: Matrix Revolutions (The Matrix Revolutions)

## Auszeichnungen
- 2013: Oscar für technische Verdienste für die Erfindung der Pose Space Deformation Technik